# Cheilanthes bicolor
Cheilanthes bicolor là một loài dương xỉ trong họ Pteridaceae. Loài này được Fraser-Jenk. mô tả khoa học đầu tiên năm 1992.
Danh pháp khoa học của loài này chưa được làm sáng tỏ. 